# Kansas City Park- und Boulevard-System

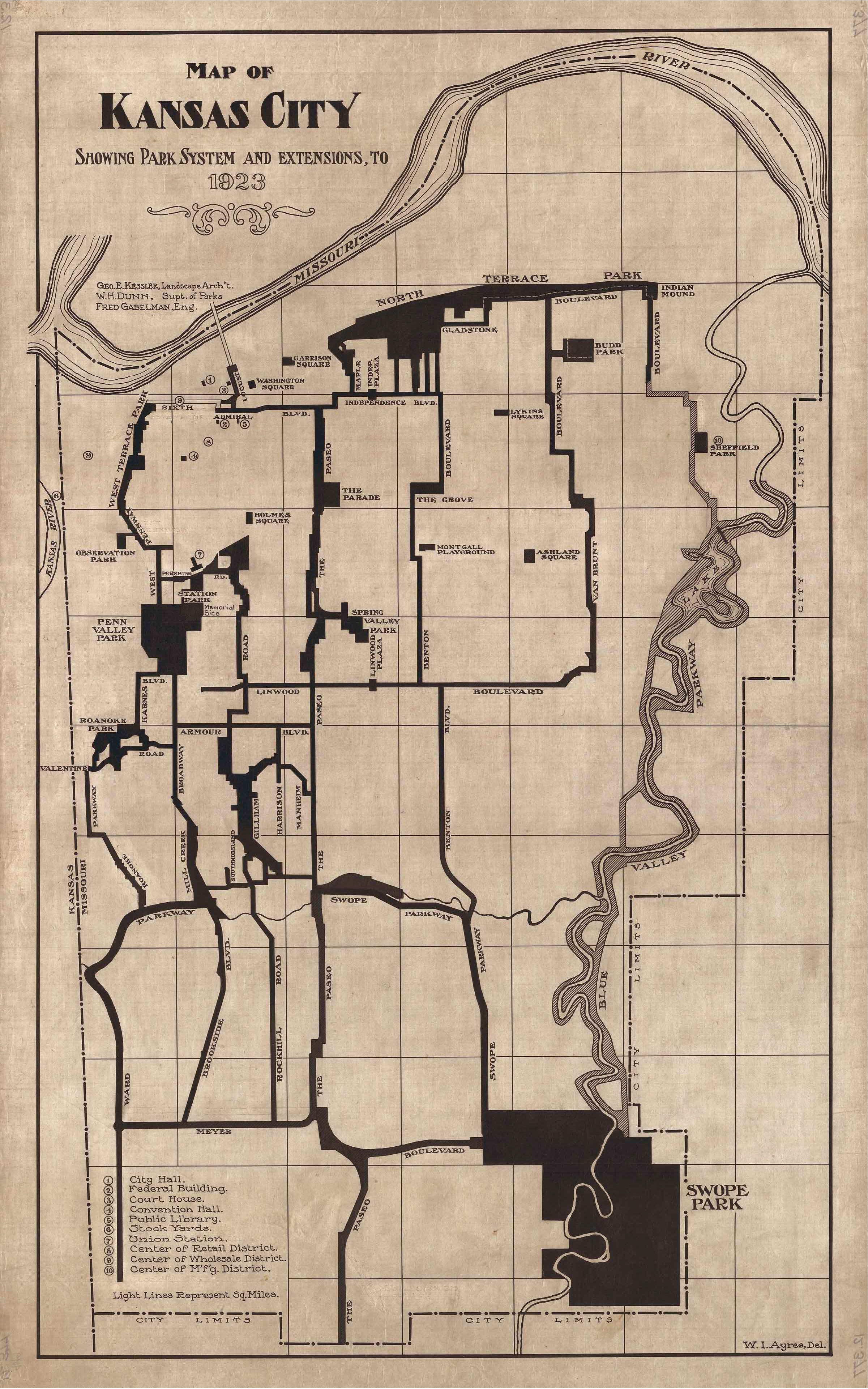
Kansas City Park and Boulevard System im Jahre 1923

Das Kansas City Park- und Boulevard-System, englisch Kansas City Park and Boulevard System, war ein Stadtplanungsprojekt für Kansas City im Bundesstaat Missouri in den USA, das 1893 von George E. Kessler zusammen mit dem Landschaftsarchitekt August Meyer (1851–1905) ausgearbeitet worden war. Es zählte zu den ersten Stadtplanungsprojekten, bei dem die rein funktionale Stadtplanung mit den ästhetischen Aspekten der Landschaftsarchitektur kombiniert wurde. Das Projekt hatte eine Vorbildrolle für andere Stadtplanungen in den USA und hat deshalb den Status eines Denkmals der Ingenieursarbeit und eines geschichtlichen Denkmals von nationaler Bedeutung.

## Geschichte
Kessler kam 1882 nach Kansas City, um für die Kansas City, Fort Scott, and Gulf Railway zu arbeiten. Die Bahn hatte ihm die Aufgabe gegeben, einen Vergnügungspark in Merriam zu verbessern – die Eisenbahngesellschaften schufen damals Ausflugsziele außerhalb der Städte, um die Bevölkerung zum Bahnfahren zu animieren. Der Merriam Park war in dieser Hinsicht ein erfolgreiches Projekt und zog auf seinem Höhepunkt 1884 über 20.000 Besucher pro Tag an. Kessler gründete in Kansas City sein eigenes Ingenieurbüro und übernahm Landschaftsplanungsarbeiten von Privaten. Das Stadtverschönerungskomitee City Beautiful wurde auf seine Arbeiten aufmerksam, sodass er vom neu gegründeten Park Board, dessen Präsident August Meyer war, aufgefordert wurde, eine Stadtplanung für Kansas City zu erstellen. Kessler und Meyer verfassten 1893 gemeinsam einen Richtplan für des Park Board, wobei Meyer den Hauptteil verfasste und Kessler den Ingenieurteil beisteuerte. Kessler stellte ein visionäres System von Parkanlagen und Prachtstraßen vor, das 16 km Boulevards und 130 Hektar Grünflächen umfasste. Der Plan wurde von der Stadt abgesegnet und bis 1920 in einer stark erweiterten Form umgesetzt. In diesem Jahr waren insgesamt 14 km² Grünflächen und 240 km Straßen umgesetzt oder in Planung.